# Gesangspädagogik
Die Gesangspädagogik beschäftigt sich mit dem Aufbau einer für den musikalischen Gebrauch geeigneten Gesangstechnik und mit der Verbindung der erworbenen stimmtechnischen Fertigkeiten mit der künstlerischen Interpretation von Vokalmusik.
Gesangsunterricht wird an öffentlichen und privaten Musikschulen, Konservatorien, Musikhochschulen sowie im Privatunterricht gegeben und läuft generell im Einzelunterricht ab. Über Förderprogramme wird Gesangsunterricht an Schulen vermehrt auch als Unterricht in Kleingruppen oder in Klassenverbänden erteilt. Auch Volkshochschulen bieten Gesangsunterricht in Gruppen an. Für Chöre besteht die Möglichkeit der chorischen Stimmbildung.

## Geschichte

### Antike

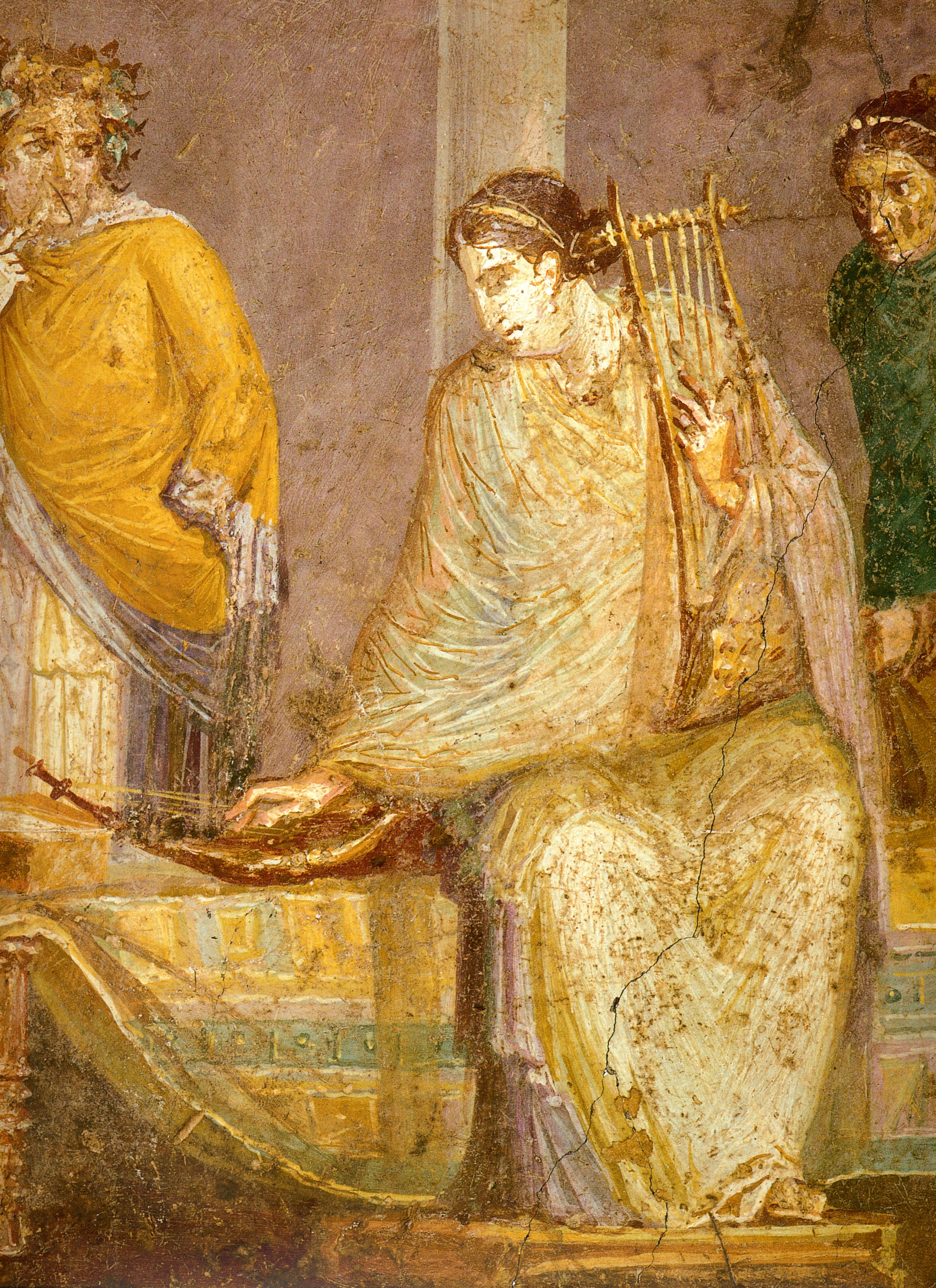
Musikerin mit Kithara stimmt eine kleine Harfe, Fresko aus Pompeji

Die ersten Spuren einer Gesangsschule lassen sich im antiken Griechenland festmachen. Euripides, Phrygis von Mitylene, Philoxenes von Kythera und Timotheos von Milet schrieben solistische Stücke, die sich u. a. durch schnelle und hohe Koloraturen auszeichneten. Euripides verlangte in den Soloszenen vom Sänger großes musikalisches Können, persönlichen Ausdruck und Stil bei der Ausführung. Diese zunehmend hohen Anforderungen des griechischen Theaters führten zum Bedarf einer spezialisierten Schule. Sänger und Tänzer schlossen sich zu gemeinschaftlichen Gilden zusammen. In Athen entstand um 500 v. Chr. der Dionysische Verein, der Schauspieler, Sänger und Musiker mit einer Ausbildung versah. Er verbreitete sich rasch über ganz Griechenland und seine Kolonien bis hin nach Rom. Hadrian schloss dort einen Weltbund der dionysischen Gilden.

### Mittelalter

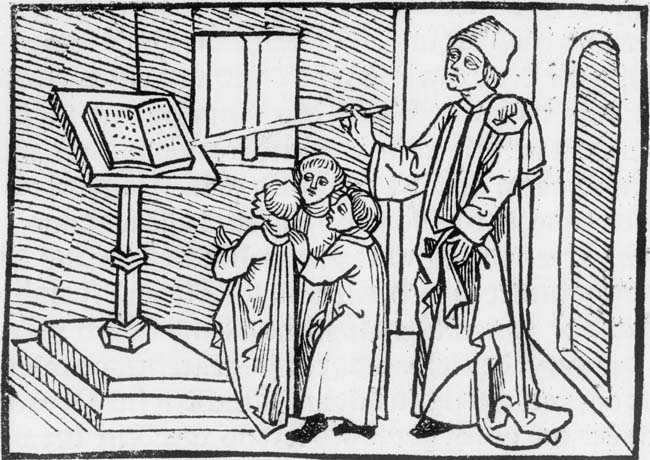
Musica oder die ander kunst unter den vier weisenden künsten (Augspurg 1488)

Konstantin der Große gab im Jahr 325 seine Zustimmung zur Musik in der christlichen Kirche. 386 brachte Ambrosius die vom hl. Basilius von Kapodozien aufgeschriebenen Regeln für den christlich-morgenländischen Kirchengesang nach Mailand. Dieser Ambrosianische Gesang bestand aus bekannten Hymnen und Psalmen, die in den neu gegründeten Gesangschulen der Lombardei gelehrt wurden. Papst Silvester gründete eine Gesangschule in Rom, die sich mit dem liturgischen Kirchengesang befasste. Papst Gregor widmete sich ihr mit verstärkter Aufmerksamkeit. Die Schola cantorum diente als Arbeitsstätte und Unterkunft für Priestersänger und -lehrer, daneben gab es im Orphanum Ausbildung und Unterkunft für begabte Waisenknaben. Frauen und Mädchen war das Singen in der Kirche untersagt (mulier tacet in ecclesia).
Der kirchengesangliche Unterricht eines Schülers erstreckte sich im Regelfall auf vier Jahre. Schriftliche Dokumente wie Noten oder andere Anleitungen wurden nicht verwendet, Melodien und Gesangstechnik mündlich überliefert. Dabei wurde auf den Schönklang der Stimme besonderer Wert gelegt. Das galt insbesondere für den Vorsänger, der die Responsorien anführte. Papst Gregor erneuerte die Liturgie dahingehend, dass ein Sänger auf Improvisationen und Verzierungen verzichten sollte. Ferner förderte er den einheitlichen Chorklang mit der Bemerkung, ein Sänger dürfe nicht zu schnell oder zu langsam im Chor singen. Durch die ersten Notizen Papst Gregors entstanden die Neumen.

Hymnus von Guido von Arezzo zur Benennung der Silben des Hexachords: Do (Ut), Re, Mi, Fa, Sol, La, SI.

Fertig ausgebildete Schüler zogen von Rom in andere Städte Europas und gründeten dort eigene Sängerschulen. Mit der Erfindung der Notenschrift von Guido von Arezzo wurden die Sänger aus Rom entbehrlicher, und jedes Kloster führte ein Exemplar des Antiphons. Auch die Knaben wurden nach dem System der Guidonischen Hand und der Solmisation unterrichtet. Arezzo verfasste die ersten Anweisungen zum Legato singen:

„Die Stimmen müssen verschmelzen, ein Ton muss fließend in den anderen übergehen und darf nicht neu angesetzt werden.“

Musikalisch neu war die ab 850 aufkommende Mehrstimmigkeit oder Polyphonie, durch welche erstmals verschiedene Stimmen und Texte gegeneinander gesetzt wurden. Neue Instrumente gelangten ab dem 10. Jh. nach Europa, Trompete, Laute, Gitarre, Glockenspiel, Fiedel und Horn. Diese Instrumente und insbesondere die seit dem 8. Jh. aus Byzanz eingeführte Windorgel, die die bisher übliche Wasserorgel verdrängte, begünstigten den mehrstimmigen Gesang. Erste Anweisungen für den Einsatz verschiedener Gesangsregister wurden niedergeschrieben:

„Die verschiedenen Singstimmen sollen im Kirchengesang nicht vermischt werden, weder die Brust- mit der Kopfstimme noch die Kehl- mit der Kopfstimme. Meistens sind tiefe Stimmen, also Bässe, Bruststimmen, hohe Stimmen Kopfstimmen, die dazwischenliegenden Stimmen Kehlstimmen. Sie sollen im Kirchengesang nicht vermischt werden, sondern getrennt für sich bleiben.“

Auf der weltlichen Seite bildeten die bisher frei umherziehenden Sänger und Troubadours Sängervereinigungen, in denen die Künstler des Minnesangs untereinander Wettveranstaltungen abhielten. Vom 13. Jahrhundert an wurde der Minnesang durch bürgerliche Meistersinger weitergeführt. Zuerst als Vaganten frei umherziehend, bildeten sie bald eigene Schulen in Augsburg, Mainz, Nürnberg und weiteren deutschen Städten. Oft bildeten biblische Texte die Grundlage ihrer bevorzugten Lieder. Die Tradition der Meistersinger starb Ende des 16. Jahrhunderts aus.

### Renaissance
Die gesteigerten Anforderungen des polyphonen Kirchengesangs ließen Bedarf nach einer allgemeinen Gesangsschule aufkommen. Um 1500 entstand in Neapel eine der ersten italienischen Schulen, der bald darauf weitere folgen sollten. Leonardo da Vinci stellte Überlegungen zur Tonerzeugung im Kehlkopf an und untermauerte seine Thesen durch praktische Versuche, bei denen er Luftröhre und Lunge eines Menschen aus dem Körper herausnahm und die mit Luft gefüllte Lunge schnell zusammenpresste. So konnte er erkennen, wie die Luftröhre den Klang der Stimme an ihrem Ausgang erzeugt. Durch seine Initiative fand man bald die Bedeutung der Stimmlippen und der Glottis heraus. Fabricius de Aquapendente erwähnte zwei Bänder im Kehlkopf mit dazwischen liegender Ritze, die er, wie der italienische Anatom Vesac 1543 auch, Glottis nannte. 1562 veröffentlichte Camillo Maffei, ein neapolitanischer Arzt, die erste Schrift über die Physiologie des Gesangs unter dem Titel Discorso della voce. Er geht auf Körperhaltung, Atemführung und Tongebung ein, empfiehlt, die Lage der Zunge durch einen Spiegel und den Stimmklang mit Hilfe des Echos zu überprüfen und verfasst auch Koloraturübungen. Hier sind die Grundzüge der heute noch gültigen Gesangsausbildung zu finden. Seit der Erfindung des Notendrucks um 1503 verbreiteten sich ähnliche Schriften in Italien.
Durch das Verbot der Frauenstimme in der Kirche war der Kirchengesang ausschließlich Knaben und Männern vorbehalten. Die Knabenstimmen verloren naturgemäß in der Pubertät bedeutend an Höhe und Klarheit. Falsettisten konnten die volle Höhe eines Knabensoprans nicht erreichen. Ein Ersatz wurde durch die Kastraten geschaffen, die in den folgenden Jahrhunderten erstaunliche gesangliche Leistungen zu vollbringen imstande waren. Das klare, durchdringende Timbre und die Beweglichkeit der Knabenstimme blieb erhalten, dazu kamen Kraft und Atemfülle des Körpers eines Erwachsenen. Im 17. Jahrhundert sangen sie zumeist in der Kirchenmusik, bei Messen, Motetten und Madrigalen. Später sollten sie die begehrtesten Virtuosen der Oper werden.

### Barock

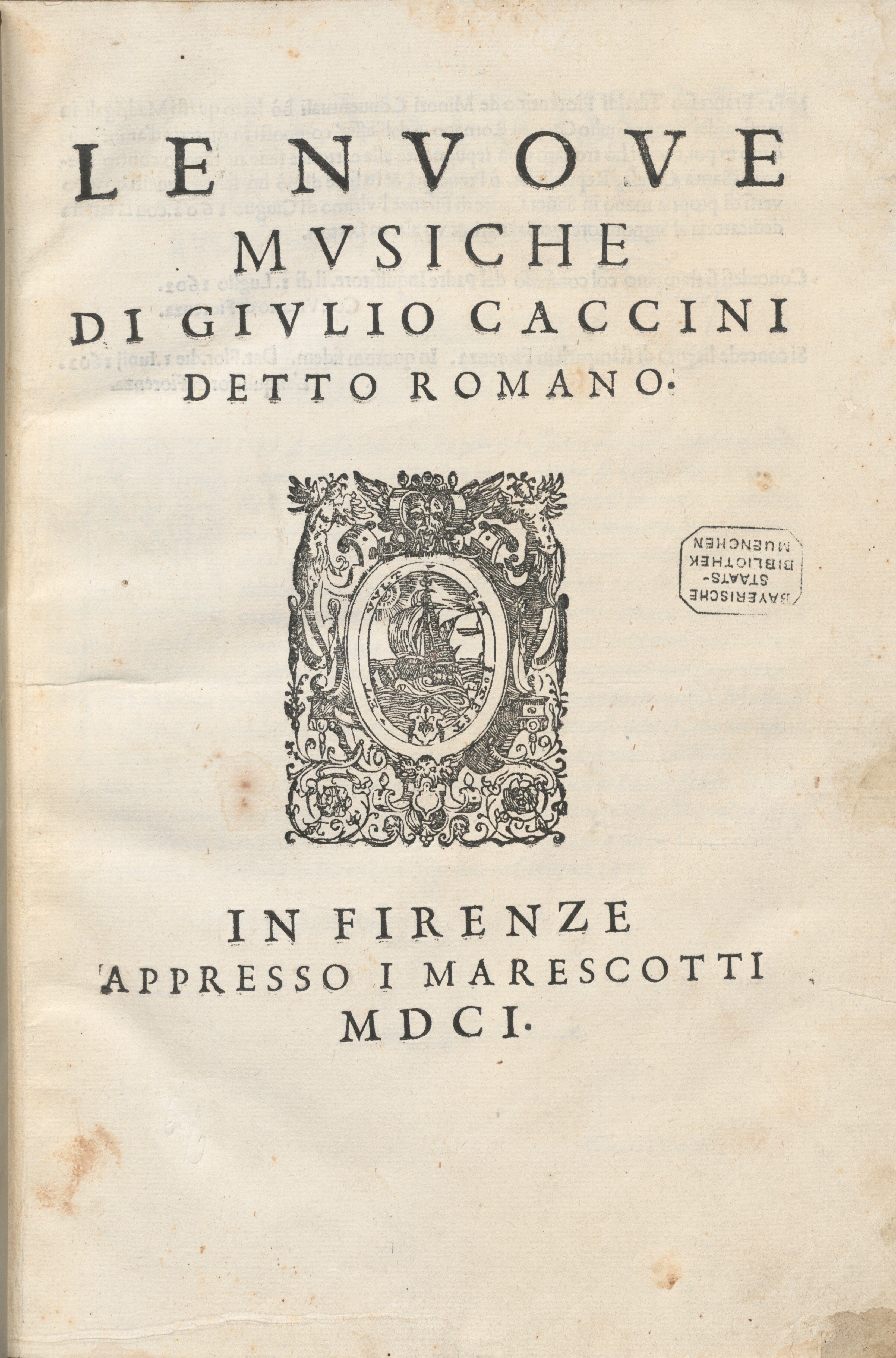
Giulio Caccinis Schrift Le nuove musiche, Titelblatt von 1602

Die italienischen Gesangsschulen des 16. Jahrhunderts wurden ähnlich der mittelalterlichen Schola cantorum zu Konservatorien für musikalische Waisen umgewandelt. Die Lehrer waren zumeist Kirchenkapellmeister, Sänger und Komponisten. Nach dem Bericht von Pietro de la Valle (1640) folgte hierauf eine deutliche Qualitätsänderung im Gesang.

„Alle diese jedoch besaßen, abgesehen von ihren Trillern, von den Passaggien und einer guten Tonbildung fast keine Gesangskunst. Fremd war ihnen die Kunst des piano oder forte Singens, fremd das allmähliche Anschwellen oder anmutige Abnehmen des Tones […] Man hatte wenigstens in Rom noch keine Kenntnis davon, bis der Herr Emilio del Cavalieri in seinen letzten Jahren die gute Schule von Florenz hier einführte […], so hören wir jetzt in weit anmutigerer Weise Künstler singen.“

Emilio de’ Cavalieri und Giulio Caccini schrieben in den Vorworten zu ihren Werken über die korrekte Art des musikalischen Vortrages. In bereits bestehenden und neu gegründeten Schulen wurden die Sänger nun zu einer Virtuosität ausgebildet, die das Publikum begeisterte. Pier Francesco Tosi verfasste mit seinen Opinioni de' cantori antichi e moderni (Bologna 1732) ein Werk, das erstmals die Grundsätze des italienischen Belcanto erläuterte. Giambattista Mancini schloss sich ihm mit seinen Pensieri e reflessioni sopra il canto figurato (Wien 1774) an. Alle wichtigen Grundsätze des Belcanto sind in den Schriften von Tosi, Mancini und Caccini festgehalten. Diese hohe Schule des altitalienischen Gesangs bescherte dem Sänger eine kaum enden wollende Atemdauer, große Agilität, gut geführtes Legato, einwandfreie Aussprache und einen gleichen Stimmklang in allen Registern. Gute Kastraten waren die Glanzpunkte der Opernaufführungen und wurden bald zu Publikumsmagneten. Die Oper eroberte Italien, neue Opernhäuser wurden gebaut, und höfisches wie bürgerliches Publikum fand Gefallen daran.
Während sich die italienische Schule des Belcanto bald in ganz Europa verbreitete und die Schriften Tosis und Caccinis übersetzt oder zur Grundlage neuerer Werke herangezogen wurden, fand die Kunst und Aufführungspraxis der Oper in England, Deutschland und Spanien neue Anhänger. In Frankreich wurden dafür die Opern von Jean-Baptiste Lully und Jean-Philippe Rameau bevorzugt. Mit der immer weiter fortschreitenden Verzierungskunst der Sänger ging jedoch allmählich die grundlegende musikalische Linie der Melodie genauso wie die Textverständlichkeit verloren, was dem Publikum im 18. Jahrhundert zunehmend missfiel.
Christoph Willibald Gluck setzte mit seiner Opernreform wieder die Musik in den Mittelpunkt der Oper. Er ließ keine Verzierungen seiner schlichten Arien zu, sondern setzte das Primat des Komponisten wieder gegen die Sänger durch. Er führte damit auch die orchesterbegleiteten Rezitative ein, verstärkte die Wirkung des Chores und des Balletts, womit er dem französischen Geschmack entgegenkam, und setzte im Orchester neben den Streichern auch oft Blasinstrumente ein. So verhalf er dem Werk zu einer neuen dramatischen Intensität, da die Arie nicht mehr Vehikel für Kunstfertigkeit eines Sängers war, sondern menschliche Gefühlsregungen einer Figur wiedergab.

### Das 18. und 19. Jahrhundert

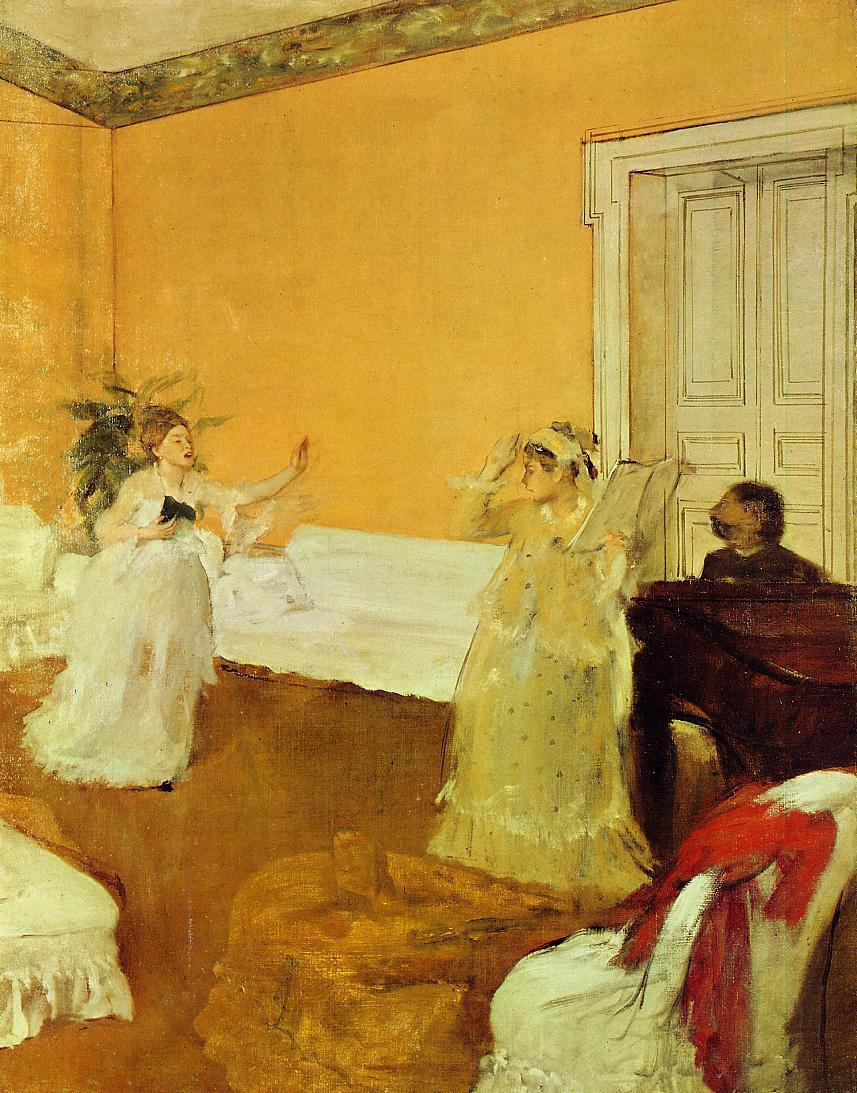
Edgar Dégas: Die Gesangsstunde (La répétition de chant)

Das orchesterbegleitete Rezitativ verlangte von den Sopranistinnen und Tenören, welche die Stelle der Kastraten einnahmen, wieder ein Umdenken. Transpositionen in eine bequemere Lage, die früher üblich war, waren nicht mehr möglich. Die Partien, die ursprünglich für Kastraten geschrieben worden waren, wurden durch ungleiche biologische Gegebenheiten unsingbar, Tenöre und Sopranistinnen waren nicht in der Lage, denselben Stimmumfang abzudecken.
Neu war ebenfalls, dass die Stimme über das Orchester hinweg tragen können musste. Die Besetzung des Orchesters in Gioacchino Rossinis Opern war für damalige Verhältnisse schon sehr groß, was seiner Gattin Isabella Colbran ein verfrühtes Ende bescherte. Sie sang wie ihre Kolleginnen Maria Malibran und Giuditta Pasta in der tiefen Lage mit vollem Einsatz ihrer Bruststimme gegen das Orchester und verlor so zunehmend die Höhe ihrer Stimme, was der Tonumfang von Rossinis Sopranpartien beweist: Zwischen 1815 und 1823 schrieb er sämtliche seiner Opern für seine Gattin. In Armida erforderte ihre Partie noch das dreigestrichene c, für Semiramis ist nur noch selten ein a oder b erforderlich.
Nachdem Rossini sich in Paris niedergelassen hatte, änderte sich sein Kompositionsstil auch für die männlichen Stimmen. Für die Tenöre bestand nun das Ziel darin, laute und hohe Töne gegen das Orchester durchsetzen zu können. Der erste Tenor der Pariser Oper, Gilbert Duprez, erreichte sein hohes c mit der Bruststimme und verlieh ihm damit ungemeine Strahlkraft. Er galt fortan als Vorbild für seine Nacheiferer und ebnete den Weg für das Stimmfach des Heldentenors. Das Nachlassen seiner stimmlichen Fähigkeiten führte ihn zum Lehrerberuf. Er unterrichtete von 1842 bis 1850 am Conservatoire de Paris, bevor er eine eigene Gesangsschule begründete.
Die immer weiter voranschreitende Vergrößerung des Orchesters forderte auch einen neuen Typ in der Frauenstimme. Die romantischen Heroinen wurden nun oft mit Sopranistinnen besetzt, die leicht über das Orchester hinweg singen konnten – Jenny Lind, Henriette Sontag und Adelina Patti waren ebenso beispielhaft wie Wilhelmine Schroeder-Devrient, die 1822 die Uraufführung von Beethovens Fidelio gestaltete. Den Altistinnen wurden die weniger wichtigen Rollen der Mütter, Dienerinnen und Zofen zugeteilt. In dieser Zeit fanden durch die verschiedensten neuen Anforderungen und Möglichkeiten weitere Kategorisierungen der Stimmen statt, die heute das deutsche System der international verbreiteten Stimmfächer bilden. Die Stimmgattungen „Mezzosopran“ und „Bariton“ entstanden. In der zweiten Hälfte des 19. Jahrhunderts wurden die Anforderungen hinsichtlich der dramatischen Ausdruckskraft der Stimme vor allem in der Höhe immer größer. Für die Sänger erschwerend kam hinzu, dass die Stimmung der Orchester mit dem Ziel einer größeren Brillanz immer weiter nach oben getrieben wurde.
Richard Wagner brauchte für seinen neuen Typus des Musikdramas Sänger, die nicht unbedingt in der Höhe, dafür aber in der Ausdauer enorm strapazierfähig sein sollten. Teilweise müssen die Solisten durchgehend über eine halbe Stunde hinweg so singen, dass sie auch noch über das deutlich größere romantische Orchester hörbar sind. Eine gesamte Oper kann drei bis fünf Stunden am Stück dauern.

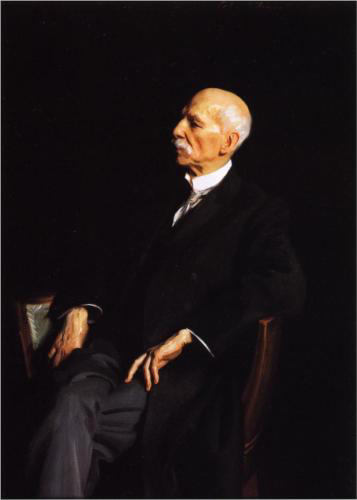
Manuel Patricio Rodríguez García

Neue Gesangsschulen sollten die Verwirrung durch die stetig wachsenden Anforderungen an die Stimme klären. Es entstanden Gähn-, Lach- und Flüstermethoden, die diese Verwirrung zunächst eher noch verstärkten.
In dieser Zeit erfand aber auch Julius Hey seine Gesangs- und Sprechlehre, die bis heute nichts von ihrer Gültigkeit verloren hat.
Manuel Patricio Rodríguez García war einer der bedeutendsten Gesangspädagogen. Er setzte als erster einen Kehlkopfspiegel ein, mit dem man einen Blick in das Innere der Kehle zu werfen vermochte. Seine Schüler Pauline Viardot-Garcia, Julius Stockhausen, Johannes Messchaert sowie Salvatore Marchesi und Mathilde Marchesi gaben seine Lehre weiter.

### 20. Jahrhundert
Franziska Martienssen-Lohmann, eine Schülerin Messchaerts, unterrichtet in Dresden mit ihrem Schüler und späteren Ehemann Paul Lohmann klassischen Gesang. Sie förderte den sängerischen Nachwuchs in Deutschland und Skandinavien mit ihren eigenen Meisterkursen. Martienssen-Lohmanns Aufsätze und Bücher gelten bis heute als eine wichtige Grundlage der Gesangspädagogik.
Im Zeitalter der Neuen Musik wird die souveräne Beherrschung des Stimmapparates mehr denn je vorausgesetzt. Der Klang der Stimme an sich wird genauso erforscht wie der Klang der Instrumente. Zum eigentlichen Singen treten nun Geräusche und lautmalerische Äußerungen, Sprechen, Rufen, Zischen, Hauchen, Murmeln, Weinen, Schreien und Lachen. Daneben sind ungewöhnliche Intervalle genau zu treffen, was ein sehr gut ausgebildetes Tongedächtnis bzw. intonationssicheres Gehör verlangt. Darüber hinaus muss sich der Sänger ggf. mit der Notation der Werke auseinandersetzen und herausfinden, welche Intentionen den Zeichen zugrunde liegen, wo improvisatorische Freiheiten vorhanden sind, welche Rolle die Worte in einem Werk spielen, ob sie verständlich sein sollen oder als Vehikel für Klangsilben behandelt werden – jedes Werk hat seine spezifischen Anforderungen, mit denen sich der Sänger intensiv auseinandersetzen muss.

### Gesangspädagogik in der Popularmusik
Im Gegensatz zu der traditionsreichen Schule des klassischen Gesangs kann der Popgesang nicht auf einen derart großen Erfahrungsschatz zurückgreifen. Allerdings hat sich gerade in diesem Bereich in den letzten Jahren die Ausbildung von Sängern deutlich verbessert. Es gibt eigene Pop-Akademien und Studiengänge an Hochschulen. Außerdem haben sich eine ganze Reihe von neuen Gesangsschulen auf dem Markt etabliert, die sich mit der physiologischen Produktion von im Pop-Gesang üblichen Klängen auseinandersetzen.
Da ein wesentliches Element im Jazz-Rock-Pop-Bereich die Unverwechselbarkeit der Stimme ist und auch die musikalischen Hörgewohnheiten deutlich anders ausgeprägt sind, ist die Ausbildung von Sängern in diesem Bereich anders gestaltet und stärker auf Individualität aufbauend angelegt. Eine grundlegende Technik für diesen Bereich ist das Belting, bei dem die Bruststimmfunktion mit dem höheren Anteil an Schwingungsmasse in den Stimmlippen als Grundfarbe der Stimme ausgebaut und in die Höhe mitgenommen wird – dabei wird aber die Position des Kehlkopfes verändert, was es den Stimmlippen ermöglicht, die Spannung in der höheren Tonlage zu erleichtern.

„Musical Gesang, insbesondere Belting, ist kompromisslos, extrem ehrlich, wie wir im englischen sagen “in your face”. Viele bezweifeln, ob es überhaupt möglich ist, diese intensive Gesangsart mit einer gesunden Technik zu produzieren. Ich vermute, viele mögen ganz einfach den Klang nicht. Wir dürfen Popular-Gesang nicht mit unseren klassischen Maßstäben beurteilen. Wir können ruhig zugeben, dass die menschliche Stimme in der Lage ist, verschiedene Klangfarben mit gesunden Mitteln zu produzieren. Der Kehlkopf ist nicht im Hals festgenagelt. Zunge, Ansatzrohr, aryepiglottischer Schließmuskel, Gaumen usw., alle Teile der Stimme sind äußerst flexibel. Und alle Gesangsarten bergen Gefahren.“

Daher ist und bleibt eine grundsätzliche Stimmschulung unabdingbare Voraussetzung für eine langlebige Stimme. Besonders zum Tragen kommt eine gesunde Stimmtechnik im Bereich von Soul und bei bestimmten Formen des Popgesangs. Whitney Houston und Christina Aguilera demonstrieren ihr technisches Können vor allem mit reichen Koloraturen, Dame Shirley Bassey und Tom Jones mit langgezogenen Melodien. Auch Barbra Streisand, die ihre Karriere als Musicalsängerin begann, konnte von Anfang an mit einer profunden Stimmtechnik aufwarten, die ihr Jazz, Musical und Klassik gleichermaßen zugänglich machten.

## Methodik
Im geschichtlichen Verlauf der Gesangspädagogik sind verschiedenste Methoden zur Gesangsausbildung entstanden. Jede Methode setzt eigene Schwerpunkte und wendet verschiedene Wege an, um die beschriebenen Ziele zu erreichen. Die Anwendbarkeit verschiedener Modelle ist von der individuellen Disposition des Sängers, seinem Leistungsstand, dem Alter, der Einstellung zum Singen, dem Ausbildungsziel und anderen Faktoren abhängig. Eine allgemeingültige Methode zum Erreichen der perfekten Stimme gibt es daher nicht.
Die Vielzahl der Methoden lässt sich grob in folgende Gruppen gliedern:
Eine Richtung vertritt die Ansicht, alle am Stimmmechanismus beteiligten Organe sollen bewusst in eine bestimmte gewünschte Richtung trainiert und diese neuen Funktionen durch ständige mechanische Übung automatisiert werden: z. B. bestimmte Art der Atmung, Kieferöffnung, Zungenstellung, Kehlkopfstellung, Einstellung des Vokaltraktes, Weitung von Resonanzräumen, aktiver Einsatz von Bauch- oder Brustmuskulatur für die Atemstütze etc. Ziel ist das Koppeln der Tonbildung mit einer bestimmten muskulär gesteuerten Einstellung des Vokaltraktes und Atemapparats.
Eine andere Richtung verzichtet auf aktive muskuläre Beeinflussung des Atem- und Stützvorgangs, aktive Tiefstellung des Kehlkopfs und Voreinstellung von Klangräumen. Sie geht von einer Selbstregulation des Instruments Körper/Stimme durch Anregung natürlicher Reflexe aus. Zu dieser Kategorie gehört z. B. die Funktionale Stimmbildung nach Cornelius L. Reid, andere funktionale Richtungen, wie das Lichtenberger Institut und das Rabine-Institut, sowie das Speech Level Singing.
Eine dritte Richtung vertritt den intuitiven Ansatz, der sich hauptsächlich an der eigenen sängerischen Erfahrung des Gesangspädagogen, einem guten Ohr für Klang und einem guten Auge für ein stimmiges Erscheinungsbild orientiert. Diese Richtung plädiert eher für die indirekte Beeinflussung der Stimme durch musikalisch-künstlerischen Ausdruck, Bilder, Emotionen etc.
Fließende Übergänge zwischen allen Methoden sind möglich. Das Einbeziehen neuer wissenschaftlicher Erkenntnisse über die Stimmphysiologie ist bei allen drei Gruppen möglich. Außerdem verwenden oder empfehlen alle Richtungen häufig eine zusätzliche Körperschulung wie Yoga, Taiji, Qi Gong, Feldenkrais, Alexander-Technik, Terlusollogie, Kinesiologie etc., die helfen soll, das Instrument Körper durchlässiger und freier zu machen, Blockaden aufzulösen und die Selbstwahrnehmung zu verbessern.

## Zentrale Themen in der Gesangspädagogik

### Anatomie und Physiologie

#### Haltung
Die Haltung der Wirbelsäule beeinflusst über muskuläre Verbindungen ihrer einzelnen Abschnitte zu Kopf, Hals, Brustkorb, und Becken die gesamte Körperhaltung im Stehen und im Sitzen. Ihre natürliche S-förmige Krümmung und ihre stabilisierenden und elastischen Strukturen ermöglichen zahlreiche Bewegungen und Haltungen.

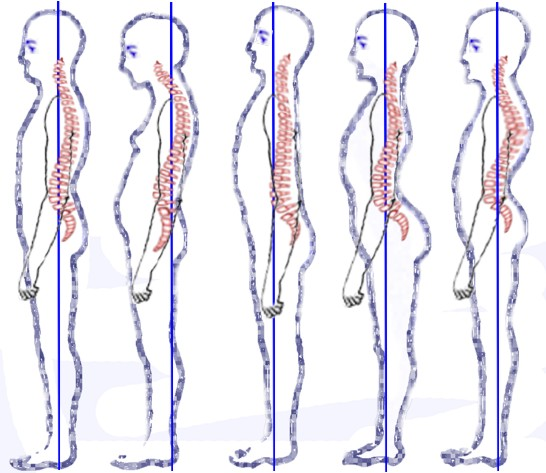
Klassifikation der Haltungen nach Staffel

Alle am Vorgang des Singens direkt und indirekt beteiligten Organe und Muskeln (Atmungsorgane, Kehlkopf, Atemhilfsmuskulatur) werden wegen ihrer engen Verbindung zur Wirbelsäule durch Körperhaltung und Bewegung in ihrer Funktion beeinflusst. Fehlhaltungen und Fehlbildungen der Wirbelsäule können sich daher störend auf Atembewegungen und Kehlkopftätigkeit auswirken.
Die ökonomischste Haltung beim Singen ist ein zwischen Erdung und Aufrichtung balancierter, natürlicher, aufrechter Stand. Günstig sind alle Varianten, die bei genügender Stabilität ein lebendiges Erscheinungsbild des Sängers ergeben und die ein freies Spiel der Atem- und Phonationsmuskulatur zulassen.
Ungünstig sind alle Haltungen, die Verkrampfungen und Verspannungen auf der einen Seite und mangelnden Tonus oder mangelnde Spannkraft auf der anderen Seite verursachen und damit einen ökonomischen Stimmgebrauch erschweren.

#### Stimmatmung und Stützvorgang
Die Stimmatmung unterscheidet sich grundlegend von der so genannten stummen Atmung (womit sowohl die Ruhe-, als auch die Leistungsatmung etwa beim Sport gemeint ist). Die normalerweise reflektorisch ablaufenden Atembewegungen können willentlich in gewissen Grenzen beeinflusst, trainiert und differenziert als Bestandteil sängerischer Fähigkeiten eingesetzt werden.

##### Einatmung
Die Einatmung kann über Mund, Nase oder Mund und Nase gleichzeitig erfolgen. Sie soll im Idealfall geräuschlos sein. Das Zwerchfell als Hauptatemmuskel kontrahiert und verformt dabei je nach Atemart in Zusammenarbeit mit Bauchmuskulatur und Zwischenrippenmuskulatur mehr oder weniger intensiv den Bauch und/oder den Brustraum in Form einer Hebung der Rippen bzw. leichter Vorwölbung des Bauches.
Für einen Großteil der Autoren, die sich mit der Physiologie von Atem- und Stützvorgang auseinandergesetzt haben, stellt die so genannte Kosto-Abdominalatmung – eine Kombination von Brust- und Zwerchfell-Flankenatmung (Bauchatmung) die ökonomischste Atemform dar. Einzelne Autoren sind der Ansicht, dass auch überwiegende tiefe Brustatmung (mit Zwerchfellbeteiligung) oder überwiegende Zwerchfell-Flankenatmung – abhängig von den individuellen Erfordernissen wie Haltung, Bewegung Atemtyp ökonomisch sein können. Einige Autoren bzw. Gesangsschulen gehen davon aus, dass sich im Zuge der Stimmarbeit von selbst eine effektive Stimmatmung einstellt.
Für die Stimmgebung ist aber meist nicht unbedingt die genaue Atemform entscheidend, sondern das Verhältnis von Atemdruck und Stimmlippentätigkeit.
Daher kann man alle Arten der Einatmung als günstig für die Stimmatmung ansehen, die ein freies Spiel der am Phonationsvorgang beteiligten Muskeln erlauben. Ungünstig sind Atemformen, die zu Verspannungen der Halsmuskulatur, der Mimikmuskulatur, der Brust- oder der Bauchmuskulatur führen (z. B. Hochatmung = isolierte Schlüsselbein-Schulteratmung [Klavikularatmung]).

##### Ausatmung/Stützvorgang
„Ziel des Stützvorganges ist die zweckmäßige Führung des Ausatmungsstromes für eine optimale Kehlkopffunktion, wobei die Ausatmung durch ein möglichst langes Beibehalten der Einatmungsstellung verlängert werden soll.“
Ein elastisches Wechselspiel zwischen Zwerchfell und äußerer Zwischenrippenmuskulatur einerseits bzw. der Bauchdecke und der inneren Zwischenrippenmuskulatur andererseits sorgt für die differenzierte Anpassung des Atemdrucks an die Kehltätigkeit.
Diese fein abgestimmte Balance bezeichnet man als „Stütze“ oder „Stützvorgang“. Der Begriff wird abgeleitet vom italienischen appoggiare ‚anlehnen‘. In der italienischen Belcanto-Schule ist die Rede von appoggiarsi in petto ‚sich in der Brust anlehnen‘ und appoggiarsi in testa ‚sich im Kopf anlehnen‘. Der letztgenannte Begriff wird in der Praxis wohl häufiger für die Klangbildung in den Ansatzräumen verwendet, während der erste sich mehr auf den atemmäßigen Stützvorgang bezieht.
Unter Stütze und Stützvorgang ist also niemals ein Pressen, Stemmen oder Drücken und auch nicht einseitige (z. B. von der Bauchmuskulatur ausgehende), kraftvolle Impulsgebung oder übertriebener Einsatz von Bauchmuskulatur oder Zwischenrippenmuskulatur zu verstehen. Die sichtbaren Atembewegungen von Brust, Bauch und Flanken sind nur Teilfunktionen innerhalb eines komplexen Geschehens.
Eine weitere wichtige Teilfunktion des Stützvorganges stellt die so genannte Artikulationsstütze dar. Dabei wird die Luft bei offener Glottis gegen die Artikulationsstelle gestützt (Bildung stimmloser Konsonanten). Ein dem Konsonanten nachfolgender Stimmeinsatz lässt sich mit der bereits komprimierten Luft leichter bilden.
Bei einem schlecht koordinierten Stützvorgang spricht man von Überstützung oder fehlender Stütze. In beiden Fällen findet man ein Ungleichgewicht zwischen der Spannung der Kehlkopfmuskulatur, dem Zwerchfell bzw. der Bauch- und Zwischenrippenmuskulatur. Auf Dauer kann beides zu Stimmstörungen und Stimmschäden führen.
Der Atem- und Stützvorgang ist so komplex, dass sich viele Autoren (siehe Literaturliste) mit den unterschiedlichen Meinungen und Theorien ausführlich auseinandergesetzt haben. Es gibt ein weites Spektrum an Übungen, konkreten Hinweisen und Empfehlungen für das Erreichen der anzustrebenden Balance.

#### Phonation

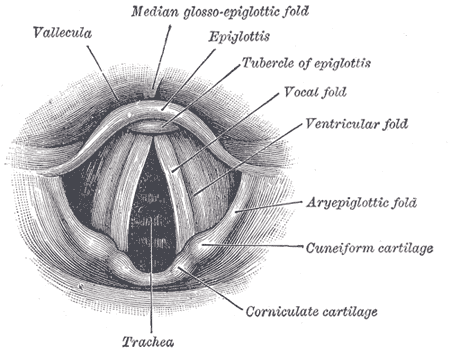
Stimmritze und Stimmbänder

Bei der Phonation (Stimmgebung) wird die Ausatemluft von den innerhalb des Kehlkopfes liegenden Stimmlippen aufgehalten. Sie bestehen aus den Stimmbändern, dem Vokalismuskel (musculus vocalis) und der darüberliegenden Schleimhaut. In ihrer ursprünglichen Funktion dienen die Stimmlippen dem Schutz der Luftwege beim Schlucken. Sie schützen die Luftröhre (Trachea) durch angeborene Reflexe vor Staub und Fremdkörpern. Sekundär erzeugen sie den Grundschall der Stimme.

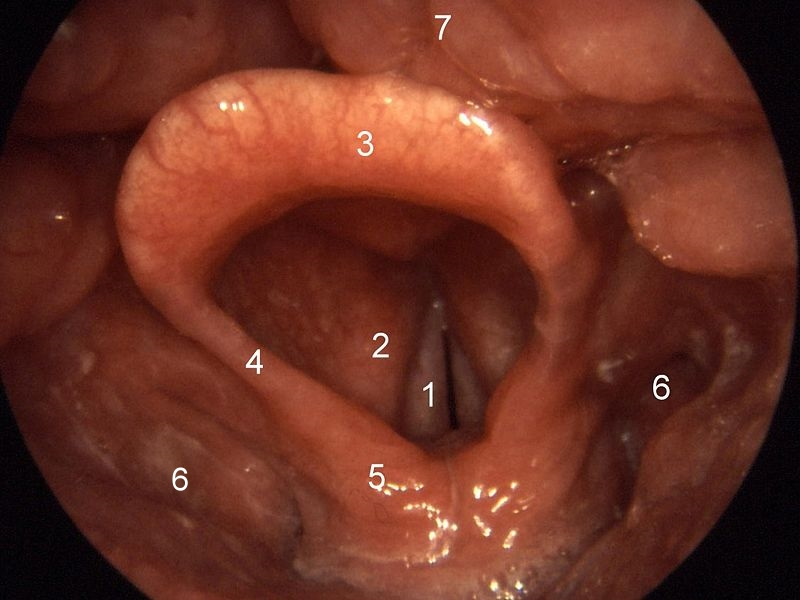

Man unterscheidet zwei Bewegungsformen der Stimmlippen: Die respiratorische Beweglichkeit (Öffnungs- und Schließbewegungen, die zum Aneinanderlegen der Stimmlippen führen und damit die Voraussetzung für die Stimmgebung sind) und die phonatorische Beweglichkeit (schnelle, regelmäßige Schwingung der Stimmlippen während der Phonation). Diese lässt sich nur über die Stroboskopie betrachten, bei der die mit freiem Auge nicht sichtbaren schnellen Schwingungsabläufe fotografiert und verlangsamt abgespielt werden können. Die Stimmlippen schwingen bei der Phonation nur im Bereich der vorderen zwei Drittel. Das hintere Drittel im Bereich der Stellknorpel bleibt unbeweglich.

Grundbewegung und Randkantenverschiebung an den Stimmlippen während des Schwingungsablaufs

Zusätzlich zu dieser grundlegenden Schwingungsbewegung erfolgt – weitgehend unabhängig von der Muskelbewegung – die so genannte Randkantenverschiebung, bei der die Schleimhaut ellipsenförmig abrollt. Jede Veränderung (Entzündung, Knötchen, Beeinträchtigung durch trockene Luft, Beeinflussung durch Medikamente wie Kortison etc.) kann das reibungslose Abrollen der Schleimhaut behindern, was die Phonation erschwert und damit zu schnellerer Stimmermüdung, Veränderungen im Stimmklang und Heiserkeit führen kann.
Die mit dem Stroboskop sichtbar gemachten Bewegungsabläufe können allerdings das Phänomen der Stimmerzeugung nicht restlos erklären. Die heute gültige Theorie geht von einem Wechselspiel zwischen dem Atemdruck unter der Glottis und den Muskelkräften im Kehlkopf, die als Antagonisten fungieren, aus (myoelastische Theorie). Der Anblasedruck löst den Schluss der Stimmritze. Die Luft strömt aus, der subglottische Druck nimmt ab. Die myoelastischen Kräfte nehmen zu, die Stimmlippen schließen sich. Der Zyklus beginnt von neuem. Hinzu kommen aerodynamische Prozesse. Die ausströmende Luft saugt die Stimmlippen zueinander und unterstützt so deren Schließbewegung (Bernoulli-Effekt). Bei mehrfacher Wiederholung dieses Vorgangs entstehen regelmäßige Schwingungen in den Stimmlippen, die den Stimmschall erzeugen.
Die Schwingung ändert sich mit Höhe und Lautstärke des Tones. Diese Spannungsänderungen werden durch feine Einstellungen der Stimmlippen im Zusammenspiel mit der gesamten inneren Kehlkopfmuskulatur erzeugt.
Aber auch die myoelastische Theorie reicht nicht aus, um sämtliche Vorgänge der Phonation zu erklären. Immer wieder ergeben sich Besonderheiten, die damit nicht abgedeckt werden können und daher bis heute Gegenstand der Forschung sind.

#### Klangformung in den Ansatzräumen

Der auf diese Weise erzeugte Primärton wird durch die resonatorischen Eigenschaften der oberhalb der Stimmlippen liegenden Räume (Vokaltrakt, Ansatzrohr oder auch Artikulations- bzw. Resonanzräume) verstärkt und zu Klängen unterschiedlicher Art und Farbe geformt. Zu diesen Räumen gehören Kehlkopfventrikel, Taschenfalten, Kehlkopfeingang, Rachen, Mundhöhle und Nasenhaupthöhle. Außerdem sind Zunge, Zähne und Lippen in ihrer Funktion als Artikulatoren wesentlich an der Klangformung beteiligt.
Die Nasennebenhöhlen sind – im Gegensatz zur Nasenhaupthöhle – für die Klangformung nicht relevant. Manche Sänger empfinden in diesem Bereich jedoch Vibrationen, die hilfreich für die Eigenwahrnehmung des Stimmklangs eingesetzt werden können.
Als Nasalität wird ein als normal geltender Beiklang beim Sprechen bezeichnet, der von der Beteiligung der Nasenhaupthöhle als Resonanzraum herrührt. Gaumensegel und Rachenwand sind während des Sprechens und Singens ständig in Bewegung. Bei den Nasalen [⁠m⁠], [⁠n⁠], [⁠ŋ⁠] senkt sich das Gaumensegel, die Nasenhöhle klingt im erzeugten Konsonanten mit. Bei den Verschlusslauten [⁠p⁠], [⁠t⁠], [⁠k⁠] und [⁠b⁠], [⁠d⁠], [⁠g⁠] die durch Überdruck hinter der Artikulationsstelle gebildet werden muss der Nasenrachenraum fest verschlossen sein. Bei allen anderen Lauten ist das Gaumensegel unterschiedlich gehoben oder gesenkt. Hier spielt die Koartikulation eine entscheidende Rolle. Beim Singen wird ein etwas erhöhter nasaler Klanganteil angestrebt, der die Projektion und Tragfähigkeit der Stimme über große Entfernungen verbessert.
Krankhafte oder negativ auffallende Erscheinungen werden mit dem Wort Näseln umschrieben.
Beschreibung der akustischen Gesetzmäßigkeiten für die Klangformung:
Man kann die menschliche Stimme physikalisch in vier Parametern messen:
- Frequenz (subjektiv Tonhöhe),
- Schalldruck (subjektiv Lautstärke),
- Spektrum (subjektiv Klangfarbe) und
- Dauer (subjektiv Tonlänge).

Die Frequenz wird in Schwingungen pro Sekunde angegeben. 1 Hertz (Hz) entspricht 1 Schwingung pro Sekunde. Die Verdopplung einer Schwingungszahl entspricht musikalisch einer Oktave.
Der Kammerton a (a1) wurde auf der Stimmtonkonferenz in London 1938 auf 440 Hz festgelegt. In der Historischen Aufführungspraxis wird oft mit der in der Entstehungszeit der betreffenden Werke üblichen, tieferen Orchesterstimmung gearbeitet, z. B. mit 415 oder 435 Hz.
Die Einheit des Schalldrucks ist Dezibel (dB). Die Hörschwelle liegt bei 0 dB, die Schmerzschwelle bei 140 dB. Eine Verdopplung der vorigen Lautstärke ist subjektiv bei einer Steigerung von 10 dB erreicht.
Ein Ton ist in der Akustik eine einfache, periodische Schwingungsform. Reine Töne sind im physikalischen und biologischen Bereich eher selten anzutreffen, oft ist das, was musikalisch als Ton bezeichnet wird, eine zusammengesetzte Schwingungsform. Wenn sich solche Schwingungsformen wiederholen, bezeichnet man sie als Klang.
Bei der Analyse von Klangkurven lassen sich darin verschiedene Teiltöne (Partialtöne) unterscheiden. Der erste Teilton, der für das Erkennen der Tonhöhe zuständig ist, wird Grundton genannt, die folgenden Partialtöne werden als Obertöne oder Harmonische des Grundtons bezeichnet. Diese fortlaufend durchnummerierten Teiltöne bilden eine Obertonreihe. Das Teiltonspektrum nehmen wir subjektiv als Klangfarbe wahr, die uns verschiedene Vokale, den charakteristischen Stimmklang einer Person oder verschiedene Instrumente unterscheiden lässt. Die Unterschiede in den Klangfarben entstehen durch Änderungen von Anzahl und Stärke der Teiltöne.
Notation der ersten 16 Töne der Teiltonreihe über dem Grundton C. Die Zahlen und Pfeile kennzeichnen die Abweichung der Teiltöne von den notierten Tonhöhen in Cent

Jedes schwingungsfähige System besitzt eine Eigenfrequenz. Trifft eine Schwingung mit derselben Frequenz auf dieses System, wird es zum Mitschwingen, zur Resonanz, angeregt. Luftgefüllte Hohlräume wirken dabei als Resonatoren. Die Eigenfrequenz eines Resonators hängt vom Volumen, von der Öffnung und bei röhrenförmigen Gebilden auch von der Länge ab: Je größer das Volumen, je kleiner die Öffnung und je größer die Länge, desto tiefer wird die Resonanzfrequenz. Ein anschaulicher Vergleich ist der zwischen den verschiedenen Instrumenten eines Streichquartetts: Die kleinere Violine mit ihrem geringeren Volumen produziert in der Hörwahrnehmung deutlich höhere Töne als ein Violoncello. Die kleinsten Orgelpfeifen lassen die höchsten, die größten Orgelpfeifen die tiefsten Töne hören.
Die Ansatzräume können als zusammenhängende Hohlräume bestimmte Anteile des Primärschalls von den Stimmlippen als Resonatoren verstärken oder abschwächen. Dadurch entstehen bestimmte Intensitäten der den Klang formenden Teiltöne. Sie werden als Formanten bezeichnet. Man unterscheidet die Vokalformanten (festgelegt als F1 und F2), die den Klang der Vokale prägen, und die sog. Sängerformanten (F3 bis F5), die vokalunabhängig für Tragfähigkeit, Metall und Brillanz einer Stimme zuständig sind.
Die anatomischen Voraussetzungen der Ansatzräume, sowie ihre individuelle Auskleidung mit Bindegewebe, Muskeln und Schleimhaut, sind dabei grundlegend für den entstehenden Klang.
|  |  |
|  |  |

#### Register
Der Begriff Register ist aus dem Orgelbau entlehnt. Dort bezeichnet er eine Pfeifenreihe gleicher Bauart oder Klangfarbe. Auf die menschliche Stimme bezogen beschreibt er das Phänomen, dass bestimmte Frequenzbereiche (Tonlagen) mit unterschiedlichen stimmlichen Mechanismen erzeugt werden.
Trotz des gut beschreibbaren Forschungsstandes hinsichtlich der physiologischen Stimmfunktion erscheint es nach wie vor schwierig, die im phänomenologischen Bereich vorhandenen zahlreichen Register-Bezeichnungen den funktionalen Registern klar zuzuordnen.
Aktuelle wissenschaftliche Untersuchungen bemühen sich, zur Erklärung der komplexen Vorgänge sowohl phänomenologische als auch funktionale Aspekte zu berücksichtigen. Dabei werden unterschiedliche Verfahren, wie z. B. visuelle Darstellungen der Feinschwingung der Stimmlippen und Modifikationen des Vokaltraktes sowie akustische und elektrophysiologische Methoden herangezogen.
Zur besseren Orientierung schlägt Bernhard Richter ein Modell vor, bei dem die menschliche Stimme in fünf unterschiedliche Frequenzbereiche eingeteilt wird. Diesen Bereichen können jeweils unterschiedliche Möglichkeiten der Register-Nutzung zugeordnet werden.
Erster Bereich (40 Hz. bis ca. 70/80 Hz.):
Strohbass, Vocal Fry, Pulse etc.
Zweiter Bereich: (80 Hz. bis ca. 300/350 Hz.)
Modal, M 1, Bruststimme, Chest, Heavy, Sprechstimmlage
Dritter Bereich: (oberhalb von 350 Hz. bis 750 Hz.)
M 2
a) ohne Registerwechsel:
Bühnensprechstimme, Rufstimme, Singstimme bei Baritonen, Belting, Shouting
b) mit Registerwechsel: bei Männern ins Falsett (auch Bühnenfalsett von männlichen Altisten) – Mittelstimme der Frau
c) Bühnenstimme des Tenors oberhalb des Passaggio
Vierter Bereich: (oberhalb von 750 Hz. bis etwa 1100 Hz.)
Kopfstimme, Head, Upper, Light etc. Beispiel: c3 der Sopranistinnen liegt bei 1046 Hz.
Fünfter Bereich: (oberhalb von 1100 bis 4000 Hz)
Pfeifstimme, Whistle, Flageolett etc.

#### Vibrato
Das Vibrato der Sängerstimme setzt sich aus rhythmischen Schwankungen der Tonhöhe, Lautstärke und Klangfarbe zusammen. Alle drei Komponenten verschmelzen im Höreindruck zu einer Einheit und sind akustisch nur schwer voneinander trennbar, allerdings wirken die Tonhöhenschwankungen dominierend.
Welche physiologischen Mechanismen zum Vibrato führen, ist auf wissenschaftlicher Basis noch nicht exakt zu beantworten. Sehr wahrscheinlich ist, dass sowohl die Kehlkopfmuskulatur als auch das Atemsystem daran beteiligt sind.
Nach Peter-Michael Fischer ist die Koordination verschiedener Schwingungssysteme entscheidend für das Vibrato.
- Das große Schwingungssystem Zwerchfell-Beckenboden (Atemwelle mit 4–5 Schwingungen / Sekunde)
- Das mittlere Schwingungssystem Kehlkopf (Federnde Bewegungen in seinem Aufhängesystem, 6–7 Schwingungen / Sekunde)
- Das kleine Schwingungssystem Glottis (Stellknorpelbewegung während der Phonation, 8–9 Schwingungen / Sekunde)

Die einzelnen Schwingungssysteme wirken im Sängervibrato zusammen und führen zu einer durchschnittlichen Vibratofrequenz von 5 bis 6 Schwingungen in der Sekunde.
Schnellere Vibratoformen mit 8-10-12 Pulsationen pro Sekunde werden als Tremolo bezeichnet und erhalten umgangssprachlich Adjektive wie 'zitternd', 'flackernd' oder auch, unschöner, 'meckernd'. Langsamere Vibratoformen (mit erhöhten Tonschwankungen bei gleichbleibender oder zu langsamer Vibratofrequenz) werden als 'Wobble' oder im allgemeinen Sprachgebrauch auch als 'Alterstremolo' bezeichnet. Hier fallen auch oft die nicht willentlich beeinflussbaren rhythmischen Bewegungen von Zunge und Unterkiefer auf.

#### Fazit
Wissenschaftliche Befunde können nur einen Teil des Phänomens „Singen“ erklären. Bis heute ist die Forschung an den Wechselwirkungen der einzelnen Bestandteile untereinander nicht abgeschlossen. Dennoch bilden die bisherigen Erkenntnisse – zusammen mit eigener sängerischer Erfahrung – einen wichtigen Bestandteil gesangspädagogischer Arbeit.

### Stimmbildung
Unter Stimmbildung versteht man die konkrete Arbeit an allen Parametern, die zur künstlerisch verwertbaren Stimmproduktion notwendig sind. Es geht darum, alle Bestandteile der Stimm- und Atemorgane und deren komplexes Zusammenspiel kennenzulernen, sie zu trainieren und zur Ausführung von musikalischen Erfordernissen gezielt steuern zu lernen.
Dazu gehören Übungen für Körperhaltung, Atmung und Stützvorgang, für die Phonation (Stimmeinsatz und Stimmbandschluss), Artikulation von Vokalen und Konsonanten, Klangformung im Ansatzrohr, Registerarbeit, Arbeit am Stimmsitz, Resonanzarbeit, musikalische Stimmführung (Dynamik, Legato, Stakkato, Martellato, Beweglichkeit, Verzierungen, Triller).
Körperhaltung, Atmung und Klanggebung stehen in enger Wechselwirkung zueinander. Körperarbeit kann Atmung und Klanggebung positiv beeinflussen, andererseits können Atemübungen die Körperhaltung verbessern, und Arbeit an der Klanggebung kann sich sowohl auf die Atmung als auch auf die Körperhaltung positiv auswirken. Die in den folgenden Abschnitten dargestellte Vorgehensweise ist daher immer im Kontext dieser gegenseitigen Wechselwirkungen zu betrachten.

#### Körperschulung
Bei der Körperarbeit geht es in erster Linie um die Entwicklung eines bewussten Körpergefühls und damit eines Bewusstseins für die Wechselwirkungen der einzelnen Muskelgruppen untereinander.
Nach einer Feststellung des allgemeinen Haltungszustandes, der durch Alltagstätigkeiten, Gewohnheiten, psychische Faktoren etc. geprägt ist, kann der Gesangspädagoge auf Grundlage seines pädagogischen Konzeptes entscheiden, welche Art der Körperschulung notwendig oder hilfreich ist.
Für die Körperschulung werden häufig Übungen aus den Bereichen Yoga, Feldenkrais, Alexandertechnik, Terlusollogie, Spiraldynamik etc. eingesetzt. Bei manifesten Fehlhaltungen, wie Beckenschiefstand, Wirbelsäulenverkrümmung, Rundrücken etc., kann unter Umständen eine Physiotherapie bzw. Krankengymnastik angeraten sein.
Für den klassischen Konzertgesang ist die Erarbeitung eines individuell ausbalancierten, lebendig variierten Standes besonders wichtig, da er über einen längeren Zeitraum eingehalten werden muss. Die Stellung der Füße (z. B. Standbein/Spielbein) die Becken-, Hals-, Kopfhaltung muss individuell auf den einzelnen Menschen (z. B. Körperbau, Proportionen, Atemstrategie etc.) abgestimmt werden. Für Chorproben, die meistens im Sitzen stattfinden, ist es ebenso wichtig, individuell eine entsprechende balancierte aufrechte Sitzhaltung zu erarbeiten.
Musicalpraxis und moderne Opernpraxis fordern oft sängerische Höchstleistungen in ungewöhnlichen Körperhaltungen und Bewegungssituationen (Rückenlage, Bauchlage, Rollen auf dem Boden, Robben, auf den Knien rutschen etc.). Das Singen unter solchen Voraussetzungen sollte Teil der Professionalität des Gesangsunterrichts und des Singens sein.
Körperschulung kann und sollte direkt in den Gesangsunterricht einfließen. Wenn intensivere Schulung notwendig ist, wird der Gesangspädagoge meist zusätzlich den Besuch geeigneter Kurse dafür empfehlen. Ein professionelles Gesangsstudium beinhaltet in der Regel unterschiedliche Angebote der Körperschulung.

#### Übungen für die Atmung
Die Meinung darüber, ob und inwieweit die Atmung Gegenstand der Übung sein sollte, geht bei den Experten sehr stark auseinander. Das Spektrum reicht von „gar nicht“ bis „äußerst wichtig“,
Die meisten Autoren sind sich darüber einig, dass stimmlose Atemübungen wenig Sinn ergeben, weil die Stimmatmung nur im Zusammenhang mit der Phonation kontrolliert und korrigiert werden kann. Stimmlose Atemübungen können aber z. B. im Anfängerunterricht sinnvoll zur Bewusstmachung der Atembewegungen eingesetzt werden.
Um das im Abschnitt „Stimmatmung und Stützvorgang“ beschriebene Ziel – Balance zwischen Atemdruck und Stimmlippentätigkeit – zu erreichen, findet man in allen Büchern über Gesangspädagogik (siehe Literaturliste) eine Vielzahl von Übungen, die den verschiedenen Bedürfnissen und Ansprüchen gerecht werden. Dabei ist jedoch zu bedenken, dass nicht jede Übung für jeden Schüler notwendig und sinnvoll ist.
Art und Umfang einer Atemschulung bzw. Stimmatmungserziehung sollten sich nach vorhergehender Analyse am jeweils vorhandenen individuellen Stand der Stimm- und Atmungssituation, an der Persönlichkeit des Lernenden und am Ziel der Ausbildung orientieren.
Hier einige Beispiele für mögliche Übungen zum Thema Atmung/Stimmatmung:
- Übungen zur Selbstwahrnehmung und zur Wahrnehmung der natürlichen Atembewegungen
- Übungen zur Verlängerung der Ausatmung
- Übungen zur Beobachtung und Anregung der reflektorischen Einatmung
- Übungen zur Anbindung von Konsonanten an die Atem-Hilfsmuskulatur
- Übungen zur Kräftigung und Flexibilisierung der Atem-Hilfsmuskulatur
- Übungen zur Anregung der Atmung durch bestimmte Bewegungen
- Übungen zur Dehnung und Weitung der Atemräume
- Übungen zur Korrektur eines bestehenden Ungleichgewichts – zu wenig Spannung – zu viel Spannung

#### Übungen für die Phonation

##### Stimmeinsatz
Als Stimmeinsatz bezeichnet man den Moment, in dem die Stimmlippen aus einem schwingungslosen Zustand in die Phonationsstellung übergehen. Nach der Art und Weise des Schwingungsbeginns lassen sich drei Arten unterscheiden:
- gehauchter Stimmeinsatz

Während des allmählichen Schließvorganges strömt Atemluft an den noch leicht geöffneten Stimmlippen vorbei und erzeugt kurz vor dem Schwingungsbeginn ein mehr oder weniger deutliches Hauchgeräusch.
- fester Stimmeinsatz (coup de glotte)

Dieser geht von der Vollverschlussstellung der Stimmlippen aus. Die sich davor stauende Atemluft sprengt die Stimmlippen auseinander, es entsteht der sogenannte Glottisschlag (Knacklaut), der den Schwingungsbeginn einleitet. Dieser Einsatz ist in der deutschen Sprache charakteristisch für Anlautvokale.
- weicher Stimmeinsatz

Stimmeinsatz und Schwingungsbeginn der Stimmlippen erfolgen gleichzeitig ohne jegliches Geräusch.
In der Stimmbildung finden je nach Gesangsstil, Unterrichtsmethode, Stimmanlage, Übungszweck, Trainingsziel etc. alle drei Arten des Stimmeinsatzes Anwendung. Im klassischen Bereich wird der weiche Einsatz als Ideal favorisiert. Auch nach stimmhygienischen Gesichtspunkten ist das Erarbeiten eines weichen Einsatzes erstrebenswert. Mit einer guten Gesangstechnik ist es aber auch möglich, sowohl den gehauchten als auch den festen Einsatz gefahrlos als Stilmittel einzusetzen.

##### Dynamik
Um die musikalischen Anforderungen hinsichtlich unterschiedlicher Lautstärken erfüllen zu können, muss ein klassisch ausgebildeter Sänger in der Lage sein, ein tragfähiges Piano und ein durchschlagskräftiges Forte zu singen, seine Stimme langsam gleitend an- und abschwellen zu lassen, abrupte Änderungen der Lautstärke bei gleich bleibender Stimmqualität vorzunehmen und dynamische Akzente präzise zu setzen.
Mit speziellen Übungssequenzen wird an allen Stufen der Lautstärke vom Piano bis zum Forte sowie am gleitenden Übergang zwischen verschiedenen Lautstärken (crescendo und decrescendo, messa di voce) gearbeitet.
Die funktionale Stimmbildung betrachtet die Arbeit an der Dynamik einer Stimme in enger Wechselwirkung mit der Koordination der Gesangsregister.

##### Legato und Staccato
Beim Gesang versteht man unter Legato die möglichst nahtlose Verbindung zwischen zwei Tönen. Jeder Ton/Vokal soll möglichst gleichmäßig über die gesamte Tonhaltedauer erklingen und möglichst nahtlos in den nächsten Vokal übergehen. Voraussetzung für ein gutes Legato ist einerseits eine präzise, ökonomische Konsonantenartikulation, die den Vokalklang nicht behindert und andererseits eine gute Registerkoordination, die das reibungslose Gleiten zwischen verschiedenen Vokalen und Tonhöhen erlaubt. Arbeit am Legato ist also auch immer Arbeit an allen anderen stimmlichen Parametern.
Mit Staccato ist das kurze, leichte Anstoßen von Tönen ohne besondere Akzentuierung gemeint. Die Ausführung eines stimmlich hygienischen Staccato verlangt eine perfekte Koordination zwischen Kehlkopftätigkeit und Atemdruck.

##### Koloraturen, Verzierungen und Triller
Koloraturen, Verzierungen und Triller verlangen vom Sänger eine bewegliche Stimme. Koloraturfähigkeit ist oft als natürliche Stimmbegabung angelegt. Durch Übungssequenzen mit untextierten Solfeggien (Kunst der Kehlfertigkeit, Lütgen, oder Lecons de chant, Concone) lässt sie sich bis zu einem gewissen Grad in jeder Stimme wecken und trainieren.

#### Übungen für die Klangformung
Für eine gute Klangformung, einschließlich Artikulation von Vokalen und Konsonanten muss die gesamte daran beteiligte Muskulatur (Kiefermuskulatur, Mimikmuskulatur, Lippen, Zunge und Rachenmuskulatur) in einem ausgeglichenen Zustand zwischen gesunder Spannung (Tonus) und Lockerheit sein. Besonders häufig sind Fehlspannungen im Kieferbereich (Schläfenmuskel, oder andere Kaumuskeln) vorhanden, die zum Beispiel durch Zahnfehlstellungen, Zähneknirschen, zu große psychische Spannung etc. entstehen und in weiterer Folge auch zu Verspannungen im Hals- und Nackenbereich führen können. Um stimmliche Probleme und Fehlentwicklungen zu vermeiden, müssen Fehlspannungen durch entsprechende Übungen oder Massage aufgelöst werden.
Übungsbeispiel: Zum Spüren des Schläfenmuskels können die Fingerspitzen an die Schläfen gelegt werden. Dann werden die Zähne zusammengebissen und gelockert, wieder zusammengebissen und gelockert – mehrmals hintereinander.

##### Vokalbehandlung
Im klassischen Gesang werden alle Vokale einem gewünschten Klangideal angepasst und einander tendenziell angeglichen. Außerdem spielen sie eine bedeutende Rolle bei der Koordination der Gesangsregister. Bei bestimmten Tonhöhen (vor allem der Sopranstimme) ist eine größere Öffnung des Kiefer- und Rachenraumes nötig, um den geforderten Ton frei singen zu können. Die Artikulation verlagert sich dabei ab dem e2/f2 bei Frauenstimmen automatisch in Richtung des a-Lautes. Ab dem a2 sind gar keine anderen Vokale mehr artikulierbar.

##### Konsonanten-Artikulation
Ein wichtiges Thema in der Stimmbildung ist die deutliche Artikulation von Konsonanten, ohne die Klangproduktion (Vokalartikulation) zu stören. Dies erfordert eine präzise Feinabstimmung der Spannkraft und Beweglichkeit von Zunge, Lippen, Kiefergelenk, Gaumen und Rachenmuskulatur. Eine gute Konsonantenartikulation gibt der Stimme Halt und hilft, den Klang zu strukturieren. Außerdem wirkt sie sich günstig auf Atmung und Stützvorgang aus.
Zungenbrecher in jeglicher Sprache sind eine gute Übung für rasche und ökonomische Artikulationsabläufe.
Einige Beispiele:
- „Der klapprige Kaplan klebt pappige Plakate an die klapprige Kapellwand.“
- „Blaukraut bleibt Blaukraut und Brautkleid bleibt Brautkleid.“ (auch mit gerolltem r möglich)
- „Der Flugplatzspatz nahm auf dem Flugplatz platz. Auf dem Flugplatz nahm der Flugplatzspatz platz.“
- „Chinesisches Schüsselchen, (3x) tschechisches Streichholzschächtelchen. (3x)“
- „Stahlblaue Stretchjeansstrümpfe strecken staubige Stretchjeans, staubige Stretchjeans strecken stahlblaue Stretchjeansstrümpfe.“[32]

##### Resonanzen
Im Gegensatz zur klangverstärkenden Eigenschaft der mitschwingenden Holzwände bei verschiedenen Musikinstrumenten spielen die Vibrationen, die viele Sänger in unterschiedlichen knöchernen Regionen am Schädel, in den Nasennebenhöhlen oder in der Brust wahrnehmen, für die Verstärkung des Klangs keine Rolle.
Die mit Muskulatur und Schleimhaut ausgekleideten Wände des Vokaltraktes können nicht selbst mitschwingen, erlauben aber durch die enorme Variabilität der Stellungen von Kehlkopf, Kehldeckel, Gaumensegel, Zunge und Lippen eine Vielzahl von Klang- und Verstärkungsmöglichkeiten, die je nach Methode, Gesangsstil, eigenen Vorlieben etc. zum Einsatz kommen und mit entsprechenden Übungen trainiert werden können.
Im Abschnitt „Klangformung in den Ansatzräumen“ ist ausführlich beschrieben, nach welchen akustischen Gesetzmäßigkeiten der im Kehlkopf produzierte Primärton zum klangvollen, weit tragenden Gesangston verstärkt wird.
Um die resonatorischen Eigenschaften dieses Systems vollständig verstehen zu können, bedarf es allerdings weiterer Forschungsarbeit.

##### Stimmsitz
Als Stimmsitz bezeichnet man Klang- bzw. Resonanzstrategien eines Sängers, die zur Tragfähigkeit, Durchschlagskraft und Brillanz der Stimme beitragen. Es handelt sich dabei um das subjektive Empfinden einer Art von Klangzentrum, das der Sänger in bestimmten Bereichen seines Ansatzrohrs empfinden kann.
Objektiv betrachtet – also von außen wahrgenommen –, entspricht die Erscheinung, die Gesangspädagogen als guten Stimmsitz bezeichnen, in ihren physiologischen Grundlagen einer optimalen Einstellung bezüglich der akustischen Koppelung von Glottisgenerator und Ansatzräumen.
Bernhard Richter beschreibt phonatorische und resonatorische Techniken zum Erreichen einer großen Tragfähigkeit und einer ausreichenden akustischen Durchsetzungskraft, ohne den Begriff Stimmsitz dafür zu verwenden.
In der Gesangspädagogik wird auf unterschiedliche Weise an diesem Ziel gearbeitet. Viele Gesangspädagogen benutzen Begriffe wie Vordersitz, Maskenklang, Kuppelklang als Werkzeug zum Steuern und Kontrollieren einer erwünschten Klangqualität. Richter empfiehlt neben einer Kombination aus auditiver und kinästhetischer (neuromuskulärer) Wahrnehmung die Verwendung von Computerprogrammen zur Analyse und Synthese stimmlicher Eigenschaften.
Für funktionale Methoden wie Speech Level Singing oder die funktionale Stimmbildung nach Cornelius Reid ist guter Stimmsitz ein Nebenprodukt gelungener Registerkoordination.

#### Registerbehandlung
Ein wichtiges Ziel der Stimmbildung ist die klangliche Verschmelzung der Register. Dabei soll die Stimme möglichst gleichmäßig und ohne merkliche Brüche über den gesamten Stimmumfang geführt werden. Für diese Arbeit, die man als Registerausgleich oder auch Registerangleich bezeichnet, gibt es verschiedene, sich zum Teil widersprechende pädagogische Konzepte mit völlig unterschiedlichen Übungsinhalten und Vorgehensweisen.
Siehe auch: Gesangsregister, Abschnitt: Pädagogische Konzepte zum Registerausgleich
In einigen Musikstilen werden die natürlichen klanglichen Unterschiede der Register als künstlerisches Ausdrucksmittel eingesetzt, z. B. beim Jodeln, Folk, Jazz- und Popgesang.

#### Entwicklung und Kontrolle des Vibratos
Die meisten Autoren in den Bereichen Stimmforschung und Gesangspädagogik sind der Meinung, dass sich ein gleichmäßiges Vibrato von selbst einstelle, wenn das Spiel zwischen Atemdruck und Stimmlippendruck ausgewogen sei und die Resonanzräume entsprechend genutzt würden. Bestimmte Übungen zur Entwicklung des Vibratos werden von Seidner und Wendler, Franziska Martienssen-Lohmann und Heinrich von Bergen als fruchtlos angesehen, sie plädieren für eine allmähliche Befreiung der Stimme von unnötigen Spannungen.
Dagegen ist Peter-Michael Fischer der Ansicht, dass die in den einzelnen Vibrationsformen auftretenden Bewegungsrhythmen in hohem Maße schulungsfähig seien. Er sieht das Erarbeiten eines so genannten komplexen Vibratos als Grundlage für eine gesunde Stimmfunktion.
Nach Cornelius Reid ist zu schnelles (Tremolo) oder zu langsames Vibrato (Wobbel) eine Folge von schlecht koordinierten Muskelbewegungen und kann durch Registerarbeit korrigiert werden. Wenn die Stimme frei von unnötigen Spannungen sei, könne seiner Meinung nach das Vibrato willentlich kontrolliert, also verstärkt oder abgeschwächt, werden. Wenn die funktionalen Bedingungen nicht stimmten, könne Vibrato weder durch Imitation noch durch andere Mittel hervorgerufen werden. In diesem Fall sei der Versuch, ein Vibrato als Teil eines Stimmtrainings zu wollen, Wunschdenken.

#### Chorische Stimmbildung
Die chorische Stimmbildung ist in der Gesangspädagogik ein Sonderfall. Einerseits sind idealerweise alle Regeln und Ziele der hier beschriebenen individuellen Stimmbildung zu beachten – andererseits steht dem ein gänzlich anderes Ziel – nämlich das Erreichen einer klanglichen Einheit im Chor und damit eine gewisse Unterordnung der einzelnen Stimmen unter ein gemeinsames Klangideal – gegenüber. Chorische Stimmbildung kann in die Chorarbeit mit einfließen (z. B. durch regelmäßiges Einsingen vor der Probe), kann aber auch von eigens dafür engagierten Fachkräften gegeben werden.

### Stimmhygiene
Unter Stimmhygiene versteht man alles, was zur Gesundheit des Sängers bzw. seiner Stimme beiträgt. Dazu gehört Disziplin beim Singen und Üben, ein individuelles Warm-up-Programm vor Proben und Aufführungen, sowie Übungen zum Regenerieren der Stimme nach großer Belastung und regelmäßige Stimmruhe.
Da das Instrument „Stimme“ vom gesunden Körper des Sängers abhängig ist, muss er grundsätzlich auf eine disziplinierte Lebensführung achten. Je nach Konstitution sollte er sich bestimmter Gefahren für seine Stimme bewusst sein und sie nach Möglichkeit vermeiden oder durch entsprechendes Verhalten ausgleichen. Hier ein paar Beispiele:
- Rauchen (auch Passivrauchen),
- lautes Sprechen in überfüllten Räumen
- häufiges Räuspern
- austrocknende Getränke (Kaffee, Schwarztee, Alkohol)
- Schlafmangel
- kalte und nasse Witterung, Zugluft, Temperaturunterschiede durch Klimaanlagen, Heizungsluft
- Allergien (Hausstaub, Pollen, Gräser – Vermeidung von Kontakt, Desensibilisierung)
- Erkältungskrankheiten
- Medikamente (Pille, kortisonhaltige Sprays....)

Dem natürlichen Altern der Stimme kann der Sänger mit Gelassenheit, einer guten Gesangstechnik und der Auswahl geeigneter Gesangs-Literatur sowie der Anpassung der stimmlichen Anforderungen an die verminderte Leistungsfähigkeit begegnen. Hormonpräparate können diesen Prozess nicht aufhalten.

### Stimmgattungen und Stimmfächer
| Stimmlagen für Chorsänger | Stimmlagen für Chorsänger |
| Frauenstimmen             | Männerstimmen             |
| ------------------------- | ------------------------- |
| Sopran (S)                | Tenor (T)                 |
| Mezzosopran               | Bariton                   |
| Alt (A)                   | Bass (B)                  |

Im klassischen Chorgesang gibt es die Stimmgattungen Sopran, Alt, Tenor und Bass. Im klassischen Sologesang wird weiter ausdifferenziert, im Lauf der Jahrhunderte haben sich hier die Stimmgattungen Mezzosopran und Bariton herausgebildet.
In den letzten Jahrzehnten hat sich eine männliche Stimmgattung, die zur Tonproduktion die hohen Lagen des Stimmumfangs verwendet, auf Opern- und Konzertbühnen etabliert: Der männliche Alt, auch Countertenor, Counter oder Altus. Countertenöre haben physiologisch und hormonell völlig normale männliche Voraussetzungen. Ihre Singstimmen sind in der Modalstimme zumeist der Baritongattung zuzuordnen. Ihre stimmliche Ausbildung der hohen Lage entspricht in etwa der von Frauenstimmen. Countertenöre singen meist in der Mezzo-Sopranlage, können aber auch als Sopranist ausgebildet werden.
Weitere Unterscheidungen innerhalb der Stimmgattungen werden über die Stimmqualität getroffen, die beschreibt, ob eine Stimme eher leichten und spielerisch-beweglichen Charakter, eine lyrische Linienführung oder dramatische Durchschlagskraft besitzt. Im deutschen Sprachraum hat sich dabei das System der Stimmfächer herausgebildet, das die bisher genaueste Klassifizierung der Stimme ermöglicht. Sie ist nach den Erfordernissen der Opernbühnen ausgerichtet, die mit einem bestimmten Stimmfach auch eine bestimmte Literatur verbindet.
Die Festlegung der Stimmlage und des genauen Stimmfachs wird im Einzelunterricht oft erst nach mehreren Monaten oder Jahren getroffen. Entscheidend dabei ist nicht die erreichbare Tonhöhe, sondern der charakteristische Stimmklang und das Timbre. Maßgeblich für eine Festlegung der Stimmgattung ist immer das Wohlgefühl der Stimme in Verbindung mit dem diagnostischen Hören des Lehrers. Zusätzlich können auch medizinische Untersuchungen zu Rate gezogen werden.
Aufgrund geänderter biologischer Gegebenheiten kann eine Stimme sich im Lauf der Jahre in Stimmlage und Stimmfach verändern. Recht abrupt geschieht dies bei Knabenstimmen, die im Knabenchor Sopran oder Alt gesungen haben und nach der Mutation zu Tenören, Baritonen oder Bässen werden.
Sowohl im Gesangsunterricht für Laien als auch in der professionellen Gesangsausbildung kommt es bezüglich Stimmlage und Stimmfach immer wieder zu Fehleinschätzungen. Dauerhaftes Singen in einem ungeeigneten Stimmfach kann zu Beeinträchtigungen der Stimmqualität bis hin zu irreparablen Stimmschäden führen.

### Arbeit an der Gesangsliteratur
Ziel der Arbeit an der Gesangsliteratur ist die Verbindung erlernter stimmtechnischer Fertigkeiten mit der musikalisch/künstlerischen Interpretation von Vokalwerken.
Dafür ist eine Reihe von Fähigkeiten erforderlich, die entweder direkt im Gesangsunterricht oder außerhalb z. B.in Nebenfächern oder Kursen bzw. Selbststudium erworben werden können. Gesangsstudenten müssen lernen, den Notentext zu lesen, zu verstehen und ihn sich selbst zu erarbeiten. Dies erfordert Kenntnisse in Notenschrift, Gehörbildung, Harmonielehre und eventuell im Spielen eines Begleitinstruments wie Klavier. Daneben soll ein Grundwissen über Musikgeschichte für die akkurate Stilistik erarbeitet werden. Eine weitere Grundlage für die künstlerische Interpretation ist das Verständnis des gesungenen Textes. Dafür sind zumindest Grundkenntnisse in gängigen Sprachen wie deutsch, italienisch, französisch, englisch, in einigen Fällen auch tschechisch, russisch und spanisch oder Latein (für Kirchenmusik) notwendig.
Besonders in der klassischen Gesangsausbildung spielt das Kunstlied eine wichtige Rolle. Die Liedauswahl richtet sich nach dem vorhandenen Stimmmaterial, der musikalisch/künstlerischen Begabung, dem stimmtechnischen Stand des Schülers, aber auch nach den zu erlernenden Fähigkeiten. Literatur für Einsteiger findet sich außer in zahlreichen Volksliedbänden und Gesangbüchern in den Sammelbänden Das Lied im Unterricht und weiteren pädagogischen Gesangswerken wie z. B. Heinrich von Bergens Literatur für den Anfangsunterricht.
Weite Verbreitung hat auch die methodisch aufgebaute italienische Liedsammlung von Vaccai für hohe und tiefe Stimmen gefunden. Als Variante können Charles Gounods kurze Chants sacrés verwendet werden, die auf lateinische Texte komponiert sind und einen Einstieg in die Kirchenmusik bilden können.

### Persönlichkeitsbildung
Die Stimme ist Teil der Persönlichkeit eines Menschen und kann deshalb nicht unabhängig davon rein technisch trainiert werden. Es besteht eine enge Wechselwirkung zwischen der stimmlichen Entwicklung und der Entwicklung der Persönlichkeit. Im Idealfall bringt ein Gesangsschüler die für eine erfolgreiche professionelle Gesangsausbildung wichtigsten Persönlichkeitsmerkmale zumindest von der Anlage her mit. Dazu zählen Lernbegierde, Lernkompetenz, Selbstdisziplin, Geduld, Frustrationstoleranz, Neugierde, Begeisterungsfähigkeit, Humor, Kreativität und Spielfreude. Diese Eigenschaften werden durch guten Gesangsunterricht unterstützt, gefördert und entfaltet.
Bei der Stimmarbeit wird der Schüler aber auch mit unbewussten emotionalen Blockaden und Mustern konfrontiert, die auf muskulärer Ebene zu Verspannungen und Verkrampfungen führen können. Die Auseinandersetzung und Auflösung dieser Muster (im Unterricht, aber auch außerhalb z. B. durch Meditation, Therapie etc.) fördert die Fähigkeit zur Selbstwahrnehmung und damit auch das Bewusstsein für eigene Stärken und Schwächen und einen konstruktiven Umgang mit auftretenden negativen Emotionen, wie Ängste, Trauer etc.
Zunehmende stimmtechnische Sicherheit trägt zum Selbstvertrauen bei – andererseits wirkt sich die fortschreitende Entwicklung der Persönlichkeit auch auf die Stimmqualität und insbesondere auf die Fähigkeit zum intensiven musikalisch/künstlerischen Ausdruck aus.

### Technische Hilfsmittel
Das erste Hilfsmittel in der Gesangsausbildung war vermutlich ein Spiegel, der es dem Schüler ermöglichte, sich selbst beim Singen optisch zu kontrollieren. Der Spiegel dient dazu, Fehler in der Körperhaltung, äußerliche Verspannungen in der Gesichts- und Halsregion, fehlerhafte Kieferöffnung, Lippenspannung, Stirnrunzeln etc. wahrzunehmen und sofort zu korrigieren. Er wird bis heute in der Ausbildung verwendet.
Eine relativ neue Form der direkten optischen Kontrolle – diesmal hinsichtlich akustischer Parameter – ist die heute zunehmend im Unterricht eingesetzte Computertechnik. Es gibt inzwischen eine Reihe von kostenlos aus dem Internet herunter zu ladender Programme zur Analyse und Synthese stimmlicher Eigenschaften. Mit Hilfe dieser Programme kann durch Computerfeedback die akustische Effizienz der Gesangstechnik objektiviert werden.
Eine andere Form des Feedbacks geben Video- oder Tonmitschnitte von Unterrichtsstunden oder Aufführungen. Solche Mitschnitte können zur Dokumentation von Unterrichtsfortschritten und Leistungsstand, bzw. zur Analyse und Aufarbeitung von Auftritten oder als Lern- und Übungshilfe (z. B. nochmaliges Anschauen/Anhören einer ganzen Unterrichtsstunde....) genutzt werden.
Weitere technische Hilfsmittel sind CDs mit eingespielter Begleitmusik oder DVDs, die in mehreren Lernschritten das Einstudieren von Liedern, Arien, Chorpartien etc. begleiten. In vielen Musikhochschulen gibt es auch Disklaviere, die teilweise Korrepetitoren ersetzen können.
Im Musical- und Pop-Gesang kommen Gesangsmikrofone und Verstärker zum Einsatz.

### Künstlerische Ziele
Die künstlerischen Ziele hängen von der Art der Ausbildung sowie den stimmlichen und persönlichen Anlagen des Schülers ab. Im professionellen Gesangsstudium wird ein Repertoire aufgebaut, das den verschiedenen Bühnenrollen der persönlichen Stimmlage entspricht. Für die Bewerbung bei Agenturen, Musiktheatern, freien Ensembles, professionellen Chören oder Konzertveranstaltern wird eine Reihe von genrespezifischen Stücken erarbeitet.
Für Opern- und Musicalsänger sind auch Fragen von Mimik, Gestik und körperlicher Darstellung auf der Bühne zentral. Die grundlegenden Fähigkeiten hierzu werden im Schauspielunterricht erworben und in der Verbindung mit Musik weiter geführt. In hochschuleigenen Inszenierungen werden die Studenten an die Arbeit mit einem Regisseur herangeführt.
Die Abstimmung zwischen Begleiter und Sänger ist ebenfalls wichtig und eines der Hauptziele im Liedgesang.
Für Konzertsänger im Bereich der Neuen Musik ist eine hohe Intelligenz und schnelle Verarbeitung von komplexen Informationen notwendig, die es ihnen erlauben, noch unbekannte Werke möglichst rasch zu erarbeiten.
Für Pop-, Rock- und Jazzsänger kommt die Bandpraxis mit den zugehörigen Aufgabenfeldern wie Grundlagen der Mikrofontechnik beim Singen und die Erarbeitung eines aussagekräftigen eigenen Profils, ggf. auch mit eigenen Songs, dazu.

## Kennzeichen eines guten Unterrichts
David L. Jones hält es zunächst für wichtig, im Unterricht eine gesunde emotionale Atmosphäre zu schaffen. Ein Lehrer soll Führer, Mentor,
Kreativitäts-Förderer, flexibler, positiver Partner und emotionaler Unterstützer sein. Alle diese Eigenschaften sind für einen klaren Informationsaustausch wichtig.
Damit aus einer freundschaftlichen Begegnung ein gelungener Lernprozess wird, gehören aber noch weitere Aspekte zu einem guten Unterricht. Nach Ank Reinders sind dafür folgende Punkte notwendig:
Ein guter Gesangspädagoge
- kennt die Wirkungsweise der Stimme und weiß sie durch Hinweise auf Haltung und Atem zu unterstützen,
- interessiert sich für seine Schüler und nicht nur für ihre Stimme,
- weiß seine Schüler zu schönem und faszinierendem Singen anzuleiten,
- erzählt keinen wissenschaftlich unhaltbaren Unsinn und beherrscht nicht nur sein Instrument, sondern auch sein Fach.

Die Methodik und Didaktik des Unterrichtens richtet sich nach den Voraussetzungen des Schülers, der Persönlichkeit des Lehrers und den im Unterricht oder außerhalb geforderten Aufgaben. Diese drei Positionen finden sich im didaktischen Dreieck (siehe auch Didaktik) wieder, das im Lehramtsstudium zum Modell genommen wird.
Deutlichstes Merkmal eines gelungenen Unterrichts sind diefühl- und hörbaren Fortschritte in der stimmlichen Entwicklung des Schülers. Sie können über Ton- und Videoaufnahmen dokumentiert werden. Zur besseren Orientierung kann ein Vergleich mit anderen Sängern derselben Ausbildungsstufe herangezogen werden. Die Leistung professioneller Sänger lässt sich auch mit bekannten Aufnahmen der gesungenen Literatur vergleichen oder durch eine pädagogisch formulierte Fremdeinschätzung von außen, wie sie z. B. in Meisterkursen geschieht.

## Studium / Ausbildung zum Gesangspädagogen
An deutschen und österreichischen Musikhochschulen kann man in eigenen Studiengängen Gesangspädagogik studieren. Bezeichnung, Inhalt und Studienpläne dieser Studiengänge sind – je nach Ziel und Umfang der Ausbildung – unterschiedlich (z. B. Bachelor/Master/Gesang und Gesangspädagogik, Bachelor/Master of Arts, Master of Music, Master of Education etc.).
Das Studium beinhaltet heute neben einer Ausbildung der eigenen Stimme den Erwerb musiktheoretischer und musikwissenschaftlicher Grundlagen, künstlerisch/praktischer Fertigkeiten (Klavierunterricht, Gehörbildung, Ensembleleitung, Chorleitung) sowie pädagogischer Fertigkeiten (Lehrproben, Praktika an Musikschulen). Viele Hochschulen legen heute auch Wert auf Anbindung der praktisch/pädagogischen Fertigkeiten an wissenschaftliche Auseinandersetzung mit Anatomie und Physiologie der Gesangsstimme sowie musikalisch/stimmlichem Lernen und Lehren. Den Abschluss bildet eine Bachelor- oder Masterarbeit.
Es ist empfehlenswert, sich vor Antritt eines Studiums über die Angebote der einzelnen Musik-Hochschulen mit ihren unterschiedlichen Schwerpunkten genau zu informieren.
Für Sänger mit abgeschlossenem künstlerischem Studium, Berufssänger, Chorleiter und interessierte Gesangspädagogen bietet der Bund deutscher Gesangspädagogen einen Zusatzkurs zum Erwerb in früheren Studiengängen fehlender Kenntnisse in den Bereichen Anatomie und Physiologie der Gesangsstimme bzw. Didaktik und Methodik des Gesangsunterrichtes mit klassischem oder populärem Schwerpunkt an. Das „Gesangspädagogische Zertifikat“ oder „GPZ“ ersetzt kein Studium der Gesangspädagogik und befähigt deshalb auch nicht zur Übernahme einer Dozentenstelle oder einer Professur an einer Universität.
Da die Berufsbezeichnung „Gesangspädagoge“ nicht rechtlich geschützt ist, können sich auch Sänger und Sängerinnen als „Gesangspädagogen“ bezeichnen, die ohne entsprechendes Hochschul-Studium – auf der Grundlage ihrer eigenen sängerischen Erfahrungen und oft auch in Kombination mit privaten Fortbildungen und im Selbststudium angeeignetem Wissen – privaten Gesangsunterricht oder Meisterkurse und Workshops in verschiedenen Stilrichtungen geben.

### Voraussetzungen
Grundvoraussetzung für eine Gesangsausbildung ist eine gesunde und belastbare Stimme sowie ein funktionstüchtiges Gehör. An einigen Hochschulen wird deshalb vor Beginn einer Ausbildung ein positives phoniatrisches Gutachten gefordert. Sind bereits Stimmschäden vorhanden, ist es möglich, diese durch einen mit Sängern erfahrenen Phoniater oder Logopäden behandeln zu lassen. Das kann von absoluter Stimmruhe über eine bestimmte medikamentöse Unterstützung bis hin zum operativen Eingriff bei schweren Fällen reichen (Stimmlippenknötchen).
Mit einer stimmlichen Ausbildung kann bereits im Kindesalter begonnen werden, was verschiedene erfolgreiche Kinder-, Knaben- und Mädchenchöre aus der ganzen Welt unter Beweis gestellt haben. Hier müssen allerdings die unterschiedlichen physiologischen Voraussetzungen der Kinderstimme bedacht werden. In der Mutation kann ein vorsichtiger Gebrauch der Stimme weiterhin stattfinden. Nach der Mutation ist die Stimme nach einer Stabilisierungsphase bereit für die ersten Ausbildungsschritte für erwachsene Stimmen.

### Anatomie und Physiologie
- Wolfram Seidner, Jürgen Wendler: Die Sängerstimme, Phoniatrische Grundlagen des Gesangs. Henschel Verlag, Berlin 2004, ISBN 3-89487-265-9.
- Wolfram Seidner: ABC des Singens. Henschel, Köthen 2010, ISBN 978-3-89487-541-1.
- Peter-Michael Fischer: Die Stimme des Sängers. Analyse ihrer Funktion und Leistung – Geschichte und Methodik der Stimmbildung. Metzler, Stuttgart 1998, ISBN 3-476-01604-8.
- Bernhard Richter: Die Stimme. Grundlagen, künstlerische Praxis, Gesunderhaltung. Henschel Verlag, Leipzig 2013, ISBN 978-3-89487-727-9.
- Wiltrud Föcking: Praxis der Funktionalen Stimmtherapie. Springer-Verlag, 2015, ISBN 978-3-662-46605-6, S. 175 (eingeschränkte Vorschau in der Google-Buchsuche).

### Didaktik und Methodik
- Heinrich von Bergen: Unsere Stimme – Ihre Funktion und Pflege. Band 2: Ausbildung der Solostimme. Musikverlag Müller & Schade, Bern 2006, ISBN 3-9520878-3-1, ISMN M-50023-144-8.
- Gerhard Faulstich: Singen lehren – Singen lernen. (Forum Musikpädagogik Bd. 24). Sechste, korr. Auflage. Wißner Verlag, Augsburg 2010.
- Ernst Haefliger: Die Kunst des Gesangs: Geschichte, Technik, Repertoire. 4. Auflage. Schott, Mainz 2000, ISBN 3-7957-8720-3.
- Frederick Husler, Yvonne Rodd-Marling: Singen. Die physische Natur des Stimmorgans – Anleitung zum Aufschließen der Singstimme. 12. Auflage. Schott Verlag, Mainz 2006, ISBN 3-7957-0066-3.
- Paul Lohmann: Stimmfehler, Stimmberatung. Schott, 1938–2009, ISBN 978-3-7957-0655-5.
- Franziska Martienssen: Stimme und Gestaltung: die Grundprobleme des Liedgesanges. Nachdruck der Ausgabe Leipzig 1927. Kahnt, Frankfurt am Main 1993, ISBN 3-920522-08-7.
- Franziska Martienssen-Lohmann: Ausbildung der Gesangsstimme. Erdmann, Wiesbaden 1957
- Michael Pezenburg: Stimmbildung: Wissenschaftliche Grundlagen – Didaktik – Methodik. 3. überarbeitete und erweiterte Auflage, Wißner 2015, ISBN 978-3-95786-008-8.
- Josef Pilaj: Singen lernen mit dem Computer: Über Anwendung und Nutzen neuer Feedbackmöglichkeiten in Stimmbildung und Gesang. (Forum Musikpädagogik, Band 97). Hrsg. von Rudolf-Dieter Kraemer. Wißner, Augsburg 2011, ISBN 978-3-89639-779-9.
- Cornelius L. Reid: Funktionale Stimmentwicklung. 3. Auflage. Schott, Mainz 2005, ISBN 3-7957-8723-8.
- Ank Reinders: Atlas der Gesangskunst. 2. Auflage. Bärenreiter Verlag, Kassel 1997, ISBN 3-7618-1248-5.
- Bernhard Richter: Die Stimme. Grundlagen, künstlerische Praxis, Gesunderhaltung. Henschel Verlag, Leipzig 2013, ISBN 978-3-89487-727-9.

### Chorische Stimmbildung
- Wilhelm Ehmann, Frauke Haasemann: Handbuch der chorischen Stimmbildung. Bärenreiter, Kassel 1984, ISBN 3-7618-0691-4.
- Gerd Guglhör: Stimmbildung im Chor. Systematische Stimmbildung. Helbling, Rum / Innsbruck / Esslingen 2006, ISBN 3-85061-309-7.
- Kurt Hofbauer: Praxis der chorischen Stimmbildung, Bausteine für Musikerziehung und Musikpflege. Schott Verlag, 1984, ISBN 3-7957-1033-2.
- Siegfried Meseck: Stimmbildung im Chor, Anregungen, Einsichten, Übungen. Wißner Verlag, 2009, ISBN 978-3-89639-478-1.

### Stimmbildung in der Popularmusik
- Elisabeth Howard: The Power Voice. Alfred Music Publishing, 2006, ISBN 0-934419-19-1.